# Anatinae
Le Anatine (Anatinae Leach, 1820) sono una sottofamiglia degli Anatidi, che comprende le seguenti tribù e generi:
Tribù Tadornini
- Genere Merganetta Gould, 1842
  - Merganetta armata Gould, 1842 - anatra di torrente

- Genere Neochen Oberholser, 1918
  - Neochen jubata (von Spix, 1825) - oca dell'Orinoco

- Genere Chloephaga Eyton, 1838
  - Chloephaga melanoptera (Eyton, 1838) - oca delle Ande
  - Chloephaga picta (J.F.Gmelin, 1789) - oca di Magellano
  - Chloephaga hybrida (Molina, 1782) - oca del kelp
  - Chloephaga poliocephala Sclater, PL, 1857 - oca testagrigia
  - Chloephaga rubidiceps Sclater, PL, 1861 - oca testarossiccia

- Genere Alopochen Stejneger, 1885
  - Alopochen aegyptiaca (Linnaeus, 1766) - oca egiziana
  - Alopochen mauritiana (Newton, A & Gadow, 1893) † - casarca di Mauritius
  - Alopochen kervazoi (Cowles, 1994) † - casarca di Réunion

- Genere Tadorna F. Boie, 1822
  - Tadorna tadorna (Linnaeus, 1758) - volpoca
  - Tadorna radjah (Lesson, 1828) - casarca del ragià
  - Tadorna ferruginea (Pallas, 1764) - casarca
  - Tadorna cana (J.F.Gmelin, 1789) - casarca del Sudafrica
  - Tadorna tadornoides (Jardine & Selby, 1828) - casarca australiana
  - Tadorna variegata (J.F.Gmelin, 1789) - casarca del paradiso
  - Tadorna cristata (Kuroda, 1917) - casarca crestata

Tribù Mergini
- Genere Histrionicus Lesson, 1828
  - Histrionicus histrionicus (Linnaeus, 1758) - moretta arlecchina

- Genere Camptorhynchus Bonaparte, 1838
  - Camptorhynchus labradorius † (J.F.Gmelin, 1789) - anatra del Labrador

- Genere Clangula Leach, 1819
  - Clangula hyemalis (Linnaeus, 1758) - moretta codona

- Genere Polysticta Eyton, 1836
  - Polysticta stelleri (Pallas, 1769) - edredone di Steller

- Genere Somateria Leach, 1819
  - Somateria fischeri (Brandt, 1847) - edredone dagli occhiali
  - Somateria spectabilis (Linnaeus, 1758) - re degli edredoni
  - Somateria mollissima (Linnaeus, 1758) - edredone comune

- Genere Melanitta Boie, 1822
  - Melanitta perspicillata (Linnaeus, 1758) - orco marino dagli occhiali
  - Melanitta fusca (Linnaeus, 1758) - orco marino
  - Melanitta deglandi (Bonaparte, 1850) - orco marino del Pacifico
  - Melanitta nigra (Linnaeus, 1758) - orchetto marino
  - Melanitta americana (Swainson, 1832) - orchetto marino americano

- Genere Bucephala Baird, 1858
  - Bucephala albeola (Linnaeus, 1758) - quattrocchi minore
  - Bucephala clangula (Linnaeus, 1758) - quattrocchi
  - Bucephala islandica (J.F.Gmelin, 1789) - quattrocchi d'Islanda

- Genere Mergellus Selby, 1840
  - Mergellus albellus (Linnaeus, 1758) - pesciaiola

- Genere Lophodytes Reichenbach, 1853
  - Lophodytes cucullatus (Linnaeus, 1758)

smergo dal ciuffo 
- Genere Mergus Linnaeus, 1758
  - Mergus australis † Hombron & Jacquinot, 1841 - smergo australe
  - Mergus octosetaceus Vieillot, 1817 - smergo brasiliano
  - Mergus merganser Linnaeus, 1758 - smergo maggiore
  - Mergus serrator Linnaeus, 1758 - smergo minore
  - Mergus squamatus Gould, 1864 - smergo cinese

Tribù Cairinini
- Genere Cairina Fleming, 1822
  - Cairina moschata (Linnaeus, 1758) - anatra muta

- Genere Aix Boie, 1828
  - Aix sponsa (Linnaeus, 1758) - anatra sposa
  - Aix galericulata (Linnaeus, 1758) - anatra mandarina

Tribù Callonettini
- Genere Callonetta Delacour, 1936
  - Callonetta leucophrys (Vieillot, 1816) - alzavola anellata

Tribù Aythyini
- Genere Chenonetta Brandt, 1836
  - Chenonetta jubata (Latham, 1802) - anatra arboricola australiana

- Genere Hymenolaimus G.R.Gray, 1843
  - Hymenolaimus malacorhynchos (J.F.Gmelin, 1789) - anatra blu

- Genere Sarkidiornis Eyton, 1838
  - Sarkidiornis sylvicola von Ihering, H & von Ihering, R, 1907 - oca dal pettine
  - Sarkidiornis melanotos (Pennant, 1769) - oca bernoccoluta

- Genere Pteronetta Salvadori, 1895
  - Pteronetta hartlaubii (Cassin, 1860) - anatra di Hartlaub

- Genere Cyanochen Bonaparte, 1856
  - Cyanochen cyanoptera (Rüppell, 1845) - oca aliazzurre

- Genere Marmaronetta Reichenbach, 1853
  - Marmaronetta angustirostris (Ménétries, 1832) - anatra marmorizzata

- Genere Asarcornis Salvadori, 1895
  - Asarcornis scutulata (Müller, S, 1842) - anatra arboricola alibianche

- Genere Rhodonessa Reichenbach, 1853
  - Rhodonessa caryophyllacea † (Latham, 1790) - anatra testarosa

- Genere Netta Kaup, 1829
  - Netta rufina (Pallas, 1773) - fistione turco
  - Netta peposaca (Vieillot, 1816) - fistione beccoroseo
  - Netta erythrophthalma (Wied-Neuwied, 1833) - fistione australe

- Genere Aythya Boie, 1822
  - Aythya valisineria (Wilson, A, 1814) - moriglione dorsotelato
  - Aythya americana (Eyton, 1838) - moriglione testarossa
  - Aythya ferina (Linnaeus, 1758) - moriglione eurasiatico
  - Aythya australis (Eyton, 1838) - moretta australiana
  - Aythya innotata (Salvadori, 1894) - moretta del Madagascar
  - Aythya baeri (Radde, 1863) - moriglione di Baer
  - Aythya nyroca (Güldenstädt, 1770) - moretta tabaccata
  - Aythya novaeseelandiae (J.F.Gmelin, 1789) - moretta della Nuova Zelanda
  - Aythya collaris (Donovan, 1809) - moretta dal collare
  - Aythya fuligula (Linnaeus, 1758) - moretta
  - Aythya marila (Linnaeus, 1761) - moretta grigia
  - Aythya affinis (Eyton, 1838) - moretta americana

Tribù Anatini
- Genere Salvadorina Rothschild & Hartert, 1894
  - Salvadorina waigiuensis Rothschild & Hartert, 1894 - anatra del Salvadori

- Genere Lophonetta Riley, 1914
  - Lophonetta specularioides (King, 1828) - anatra crestata

- Genere Amazonetta Boetticher, 1929
  - Amazonetta brasiliensis (J.F.Gmelin, 1789) - alzavola brasiliana

- Genere Speculanas Boetticher, 1929
  - Speculanas specularis (King, 1828) - anatra dagli occhiali

- Genere Tachyeres Owen, 1875
  - Tachyeres patachonicus (King, 1831) - anatra vaporiera volatrice
  - Tachyeres pteneres (J.R.Forster, 1844) - anatra vaporiera di Magellano
  - Tachyeres brachypterus (Latham, 1790) - anatra vaporiera delle Falkland
  - Tachyeres leucocephalus Humphrey & Thompson, 1981 - anatra vaporiera testabianca

- Genere Sibirionetta von Boetticher, 1929)
  - Sibirionetta formosa (Georgi, 1775) - alzavola del Baikal

- Genere Spatula Boie, 1822
  - Spatula querquedula (Linnaeus, 1758) - marzaiola
  - Spatula hottentota (Eyton, 1838) - alzavola ottentotta
  - Spatula puna (Tschudi, 1844) - alzavola della puna
  - Spatula versicolor (Vieillot, 1816) - alzavola argentata
  - Spatula platalea (Vieillot, 1816) - mestolone rosso
  - Spatula cyanoptera (Vieillot, 1816) - alzavola cannella
  - Spatula discors (Linnaeus, 1766) - marzaiola americana
  - Spatula smithii Hartert, 1891 - mestolone del Capo
  - Spatula rhynchotis (Latham, 1801) - mestolone australiano
  - Spatula clypeata (Linnaeus, 1758) - mestolone

- Genere Mareca Stephens, 1824
  - Mareca strepera (Linnaeus, 1758) - canapiglia
  - Mareca falcata (Georgi, 1775) - anatra falcata
  - Mareca penelope (Linnaeus, 1758) - fischione eurasiatico
  - Mareca sibilatrix (Poeppig, 1829) - fischione del Cile
  - Mareca americana (J.F.Gmelin, 1789) - fischione americano
  - Mareca marecula (Olson & Jouventin, 1996) -  fischione dell'isola di Amsterdam †

- Genere Anas Linnaeus, 1758
  - Anas capensis J.F.Gmelin, 1789 - alzavola del Capo
  - Anas sparsa Eyton, 1838 - germano nero africano
  - Anas rubripes Brewster, 1902 - germano nero americano
  - Anas platyrhynchos Linnaeus, 1758 - germano reale
  - Anas fulvigula Ridgway, 1874 - germano maculato
  - Anas diazi Ridgway, 1886 - germano messicano
  - Anas wyvilliana P.L.Sclater, 1878 - germano delle Hawaii
  - Anas laysanensis Rothschild, 1892 - germano di Laysan
  - Anas luzonica Fraser, 1839 - germano delle Filippine
  - Anas superciliosa J.F.Gmelin, 1789 - germano del Pacifico
  - Anas poecilorhyncha Forster, JR, 1781 - germano beccomacchiato
  - Anas zonorhyncha Swinhoe, 1866 - germano beccomacchiato orientale
  - Anas undulata C.F.Dubois, 1839 - germano beccogiallo
  - Anas melleri P.L.Sclater, 1865 - germano di Meller
  - Anas bernieri (Hartlaub, 1860) - alzavola di Bernier
  - Anas theodori † A.Newton & Gadow, 1893 - anatra di Mauritius
  - Anas gibberifrons S.Müller, 1842 - alzavola d'Indonesia
  - Anas albogularis (Hume, 1873) - alzavola delle Andamane
  - Anas gracilis Buller, 1869 - alzavola grigia
  - Anas castanea (Eyton, 1838) - alzavola castana
  - Anas aucklandica (G.R.Gray, 1844) - alzavola attera
  - Anas nesiotis (J.H.Fleming, 1935) - alzavola delle Isole Campbell
  - Anas chlorotis G.R.Gray, 1845 - alzavola bruna
  - Anas bahamensis Linnaeus, 1758 - codone guancebianche
  - Anas erythrorhyncha J.F.Gmelin, 1789 - anatra becco rosso
  - Anas flavirostris Vieillot, 1816 - alzavola marezzata
  - Anas andium (P.L.Sclater & Salvin, 1873) - anatra delle Ande
  - Anas georgica J.F.Gmelin, 1789 - codone beccogiallo
  - Anas acuta Linnaeus, 1758 - codone comune
  - Anas eatoni (Sharpe, 1875) - codone di Eaton
  - Anas crecca Linnaeus, 1758 - alzavola
  - Anas carolinensis J.F.Gmelin, 1789 - alzavola americana